# Kataklaza

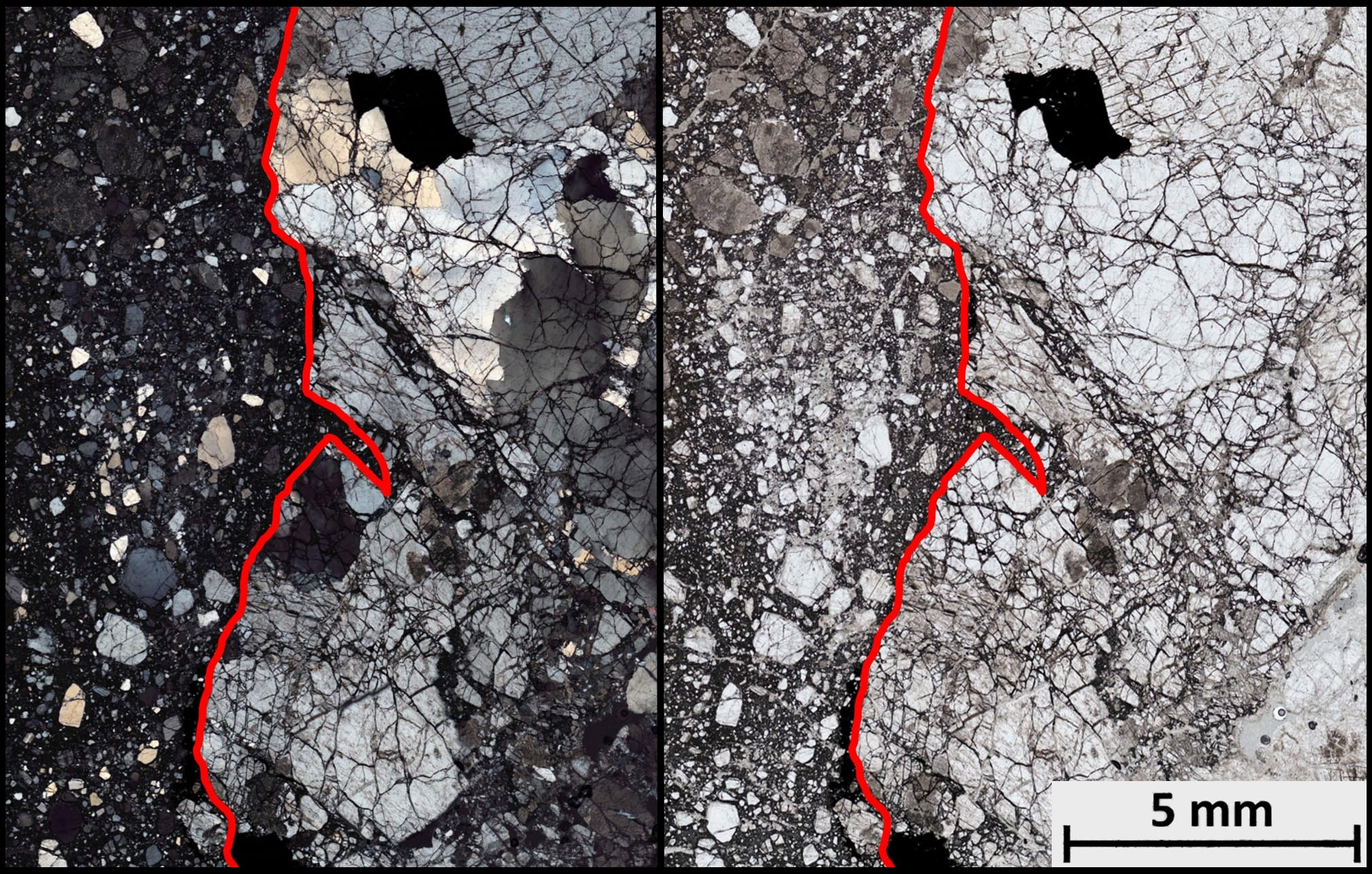
Hranice kataklaze (dvě fotografie stejného řezu pod různým osvětlením, vlevo „přeškrtnutými písmeny“). Hranice mezi kataklazitem (vlevo) a nekataklazickou horninou je označena červenou čarou

Kataklaza (ze starořečtiny κατάκλασις, „lámat, drtit“) je deformace a fragmentace minerálů a hornin pod vlivem tektonických pohybů, obvykle při nížších teplotách bez chemických změn a rekrystalizace, zvláštní typ dynamické metamorfozy. Při kataklazi dochází k rotacím a relativním posunům úlomků hornin se zmenšením jejich velikosti a často i se změnou objemu horniny. Projevuje se deformací minerálních zrn, ohýbáním, rozpraskáním nebo i rozpadem na horninovou drť. Kataklaza se obvykle vyskytuje v zóně dislokací. Horniny vzniklé při kataklázi se nazývají v závislosti na rozdrcenosti. Buď to jsou tektonické brekcie v případě narušení soudržnosti nebo kataklazity (mylonit), při zachování soudržnosti původní horniny. Mylonitizace je deformace, při které dochází k destrukci minerálních zrn s možností rekrystalizace.